# Reserpina
A reserpina (em latim reserpinum) é um alcalóide proveniente do arbusto Rauwolfia serpentina, da família das Apocynaceae, nativo da Índia. Primeiro fármaco a atuar no sistema nervoso simpático dos humanos. A forma das raízes, às vezes tortuosas, levaram os hindus a darem à planta um nome relacionado às serpentes.

## História
Foi descrita farmacologicamente em 1953, por Hugo Bein e sintetizada quimicamente em 1956, pelo professor Robert Woodward.

## Modo de ação
A reserpina inibe a captação de noradrenalina pelas vesículas presentes nas terminações nervosas, o que provoca depressão de noradrenalina. A reserpina interfere não só com a noradrenalina mas também das outras monoaminas (dopamina, adrenalina e serotonina).
Todas as terminações nervosas com monoaminas ficam disfuncionais e a pessoa pode desenvolver depressão. A reserpina é uma droga muito perigosa, e há relatos de que muitos pacientes cometeram suicídio.

## Utilizações
A noradrenalina é um dos neurotransmissores do sistema nervoso simpático. A reserpina bloqueia a acção da noradrenalina, portanto do mesmo sistema. Isto provoca, entre outros efeitos, diminuição da frequência cardíaca e vasodilatação. Assim, é utilizada no tratamento de hipertensão arterial.
A reserpina também bloqueia outras aminas, como por exemplo a serotonina, pelo mesmo mecanismo. Deste modo, pode também originar ou exacerbar uma depressão.
Segundo as VI Diretrizes Brasileiras de Hipertensão, a reserpina só é utilizada em combinação com outros anti-hipertensivos, sendo disponível comercialmente em combinação fixa com a clortalidona.